# Olga Ripakova
Olga Ripakova Aleksejeva, nekdanja kazahstanska atletinja, * 30. november 1984, Oskemen, Sovjetska zveza.
Sprva je tekmovala v sedmeroboju, nato pa se je osredotočila na skok v daljino in po letu 2007 začela tekmovati v troskoku. Prve uspehe je dosegla v kombiniranih disciplinah na azijskih tekmovanjih – na azijskih dvoranskih igrah 2005 je zmagala v ženskem peteroboju, naslednje leto pa je na azijskih igrah 2006 osvojila zlato v sedmeroboju.
Na olimpijskih igrah v Pekingu 2008 je tekmovala v obeh skakalnih disciplinah in v troskoku z azijskim rekordom 15,11 metra zasedla četrto mesto. Ripakova je Kazahstan zastopala na svetovnih prvenstvih v atletiki leta 2007 in 2009. Prvič se je na svetovne stopničke uvrstila na svetovnem dvoranskem prvenstvu v atletiki 2010, kjer je osvojila zlato s skokom z azijskim dvoranskim rekordom 15,14 m. Na olimpijskih igrah 2012 v Londonu je v troskoku osvojila zlato medaljo.
Februarja 2023 je Ripakova naznanila konec svoje profesionalne športne kariere.

## Kariera

### Zgodnja kariera
Rodila se je v Ust-Kamenogorsku in se pri šestnajstih letih prvič udeležila svetovnega mladinskega tekmovanja, kjer je v skoku v daljino zasedla enajsto mesto in se s tem uvrstila na svetovno mladinsko prvenstvo v atletiki 2000. Bolj uspešna je bila v sedmeroboju: na svetovnem mladinskem prvenstvu v atletiki 2001 je bila četrta, naslednje leto pa je na svetovnem mladinskem prvenstvu do 20 let osvojila srebrno medaljo za prvourvrščeno Carolino Klüft. Istega leta postala tudi kazahstanska državna prvakinja v sedmeroboju. Vztrajala je v kombinaciji in začela tekmovati na mednarodnem prizorišču. Leta 2003 je na tekmovanju Multistars z najboljšim dosežkom sezone zasedla peto mesto, leta 2004 pa je postala državna dvoranska prvakinja v ženskem peteroboju.
Ripakova je prvič nastopila na večjih prvenstvih leta 2005. Septembra je nastopila v skoku v daljino na azijskem prvenstvu v atletiki 2005 v Inčeonu in zasedla četrto mesto. Dva meseca pozneje je osvojila svoje prvo zlato odličje, ko je na Azijskih dvoranskih igrah 2005 v dvoranskem peteroboju stopila na najvišjo stopničko. Na azijskem dvoranskem prvenstvu v atletiki leta 2006 je nadaljevala z zlatom v peteroboju in s 4582 točkami postavila rekord azijske atletike. Prvič se je uvrstila na svetovno dvoransko prizorišče, ko se je udeležila svetovnega dvoranskega prvenstva v atletiki 2006, vendar se ni več izboljšala in je s 4368 točkami zasedla sedmo mesto.
Azijo je prvič zastopala na ekipnem tekmovanju za svetovni pokal v atletiki 2006, čeprav je v skoku v daljino zmogla le 6,21 m in zasedla osmo mesto. V tednih po svetovnem pokalu je izboljšala svoje dosežke in na atletskem mitingu v Daeguju (Colorful Daegu Athletics Meeting) skočila 6,63 m (nov osebni rekord) za drugo mesto. Na azijskih igrah 2006 je presegla običajnih sedem disciplin, ko je z 5955 točkami osvojila zlato medaljo v sedmeroboju, nato pa se udeležila še posamičnega tekmovanja v skoku v daljino. Dan po tem, ko je v tekmovanju v sedmeroboju osvojila najvišjo stopničko, je v skoku v daljino osvojila bronasto medaljo.

### Zlato na velikih prvenstvih
Sezono 2007 je zaznamovalo hitro zaporedje velikih tekmovanj. Začela je z dvema zlatima odličjema v vodoravnih skokih na azijskem prvenstvu v atletiki 2007, ki sta vključevala rekord prvenstva in državni rekord 14,69 m v troskoku. Avgusta na poletni univerzijadi 2007 je z osebnim rekordom 6,85 m v skoku v daljino svoji državi prinesla prvo atletsko zlato medaljo na tem tekmovanju.
Tri tedne pozneje se je udeležila svojega prvega svetovnega prvenstva v atletiki. Odločila se je za tekmovanje v troskoku in v kvalifikacijah zasedla četrto mesto. Vendar v finalni seriji ni mogla izenačiti tega dosežka in je končala na enajstem mestu. Leto je nameravala zaključiti z nastopom na azijskih dvoranskih igrah 2007, vendar je s tekmovanja odstopila.
Sezono 2008 je začela z novim dvoranskim uspehom. Na azijskem dvoranskem prvenstvu v atletiki 2008 je osvojila svojo drugo zlato medaljo in ponovno postavila rekord prvenstva, tokrat v troskoku z rezultatom 14,23 m. Kmalu je sledilo svetovno dvoransko prvenstvo v atletiki 2008, na katerem se je v konkurenci troskokašev približala stopničkam, vendar njen skok z rezultatom 14,23 m ni bil dovolj dolg, da bi iz tretjega mesta izrinil Marijo Šestako, a je vseeno zadoščal za nov dvoranski azijski rekord. Podobni grenko-sladki rezultati so jo čakali na poletnih olimpijskih igrah 2008, ko je prvič zastopala Kazahstan na olimpijskih igrah. Nastopila je v skoku v daljino in na tekmovanju v troskoku, kjer je zabeležila nov azijski rekord 15,11 m. Kljub temu je za bronasto Grkinjo Hrisopiji Devetzi ostala za približno deset centimetrov. Njene olimpijske igre so se končale, potem ko je zaradi skromnega niza skokov v kvalifikacijah tekmovanja v skoku v daljino ostala brez finala.
Naslednje leto se je udeležila svetovnega prvenstva v atletiki 2009, vendar ji ni uspelo doseči prejšnje forme in je tako v troskoku s svojim najboljšim poskusom 13,91 m zasedla le skupno deseto mesto. Kljub neuspešnemu nastopu na svetovnem prizorišču je ostala dominantna v kontinentalnih tekmovanjih in na azijskih dvoranskih igrah 2009 osvojila zlato medaljo v skoku v daljino in troskoku (pri tem je postavila dva rekorda iger in pomagala Kazahstanu na vrh lestvice atletskih medalj). Na svojem zadnjem prvenstvu v tem letu je na azijskem prvenstvu v atletiki 2009 obdržala naslov v troskoku in s skokom 14,53 m premagala Šu Tingting in Irino Litvinenko. Na azijskih dvoranskih igrah v Hanoju je osvojila dve zlati medalji. 
Leta 2010 je na svetovnem dvoranskem prvenstvu v Dohi osvojila naslov v troskoku, na azijskih igrah v Guangzhouju pa zlato v troskoku in srebro v skoku v daljino. Leta 2011 je Ripakova na svetovnem prvenstvu v Daeguju osvojila srebrno medaljo v troskoku za Ukrajinko Olgo Saladuča. Leta 2012 je nastopila na svetovnem dvoranskem prvenstvu v Istanbulu, kjer je s 14,63 metra osvojila srebrno medaljo za Britanko Yamilé Aldama. V sezoni na prostem se je Ripakova ponovno uvrstila na olimpijske igre v Londonu v troskoku, kjer je v finalu s 14,98 metra osvojila zlato medaljo. Leta 2013 zaradi rojstva sina ni tekmovala na mednarodni ravni. Ob vrnitvi leta 2014 je na azijskih igrah v Inčonu osvojila zlato medaljo v troskoku.
Leta 2015 je Ripakova na svetovnem prvenstvu v Pekingu s 14,77 metra v finalu osvojila bronasto medaljo. Vendar je Hanna Knyazyeva-Minenko iz Izraela, ki je bila pred njo, skočila le centimeter dlje. Leta 2016 je na dvoranskem prvenstvu v atletiki v Dohi osvojila zlato medaljo v troskoku in bronasto v skoku v daljino. Na olimpijskih igrah v Riu de Janeiru je s 14,74 m v finalu osvojila bronasto medaljo za Kolumbijko Caterine Ibargüen in Venezuelko Yulimar Rojas, s katerima je v zadnjih sezonah tekmovala na vseh večjih mednarodnih tekmovanjih. Leta 2017 je na svetovnem prvenstvu v Londonu s 14,77 metra prav tako osvojila bronasto medaljo za Ibargüenovo in Rojasovo. V začetku septembra je na azijskem prvenstvu v dvoranskih športih in borilnih veščinah v Ašhabadu osvojila zlati medalji v skoku v daljino in troskoku. Leta 2018 je nastopila na svojih četrtih azijskih igrah v Džakarti, kjer je s 14,26 m ubranila naslov v troskoku pred Tajko Parinyo Chuaimaroeng. Naslednje leto se je udeležila svetovnega prvenstva v Dohi, kjer je s 14,09 m izpadla v kvalifikacijah, nato pa je na svetovnih vojaških igrah v Vuhanu z skokom 14,19 m osvojila zlato medaljo. Leta 2021 je na Kosanovem memorialu v Almatiju s 6,25 m zmagala v skoku v daljino in avgusta nastopila v troskoku na olimpijskih igrah v Tokiu, kjer se s 13,69 m ni uvrstila v finale. Na otvoritveni slovesnosti sta bila skupaj z boksarjem Kamšibekom Kunkabajevom zastavonoša svoje države.
V letih 2012 in 2017 je osvojila skupni naslov v Diamantni ligi IAAF. Leta 2005, 2007, 2011 in 2015 je bila kazahstanska prvakinja v skoku v daljino, leta 2007, 2011 in 2015 v troskoku ter leta 2006 v sedmeroboju. 2004, 2006 in 2010 je bila državna dvoranska prvakinja v skoku v daljino, leta 2010 in 2012 pa v troskoku. Leta 2004 je zmagala tudi v peteroboju. Do zdaj je osvojila osem naslovov na prostem in sedem v dvorani.

## Osebni rekordi
Njen osebni rekord v skoku v daljino je 6,85 metra, ki ga je dosegla leta 2007 na univerzijadi v Bangkoku. V troskoku ma najboljši rezultat 15,25 metra, dosežen na celinskem pokalu IAAF 2010 v Splitu, ki je trenutni azijski rekord v tej disciplini. Prav tako ima trenutni azijski dvoranski rekord v troskoku z rezultatom 15,14 m, doseženim na svetovnem dvoranskem prvenstvu v atletiki 2010. Njen najboljši dosežek 4582 točk v dvoranskem peteroboju je prav tako azijski dvoranski rekord. Njen najboljši dosežek v sedmeroboju je 6113 točk, ki jih je dosegla leta 2006 v Almatiju.